# Sudébnik de 1497

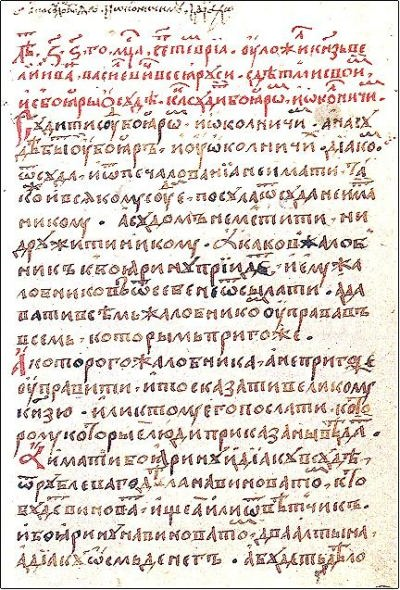
Sudébnik de 1497, en la imagen.

El Sudébnik de 1497 (en ruso: Судебник, o "Código de leyes"), es un cuerpo legal introducido en el Principado de Moscú por Iván III que tuvo un importante papel en la centralización del estado ruso, la creación de una ley rusa aplicada a toda la nación y la eliminación de la división feudal.
El Sudébnik estaba basado en el Justicia de la Rus (Rúskaya Pravda), el Código Legal de Pskov, decretos principescos y la jurisprudencia, actuando este Sudébnik como una actualización en referencia a los cambios económicos y sociales. Básicamente, el Sudébnik era una colección de derecho procesal. 
Establecía un sistema universal de los cuerpos judiciales del Estado, definiendo sus competencias y subordinación, regulando asimismo los costes de los juicios. El Sudébnik expandió los conceptos considerados punibles por los estándares de la justicia criminal (por ejemplo, los delitos de sedición, sacrilegio, difamación). También renovaba el concepto de los diferentes tipos de crímenes. El Sudébnik establecía la naturaleza investigadora de los procedimientos legales. 
Establecía diferentes tipos de castigo, como la pena de muerte, la flagelación, etc. Con la intención de proteger los derechos de los terratenientes feudales, el Sudébnik introducía ciertas limitaciones en la ley de propiedad, incrementaba la prescripción de las acciones legales respecto a las tierras de los príncipes, castigando con la flagelación la violación de los límites de las propiedades principescas, de los boyardos o monásticas -mientras que la violación de las tierras de un campesino implicaban una multa. Asimismo, establecía una tarifa (пожилое, o pozhiloye) para los campesinos que querían abandonar a su señor feudal (Крестьянский выход, o Krestianski výjod), estableciendo un día universal (el 26 de noviembre) para todo el estado moscovita en el que los campesinos podían cambiar de señor (Юрьев день, Yúriev Den, o Día de Yuri).